# Albareto
Albareto é uma comuna italiana da região da Emília-Romanha, província de Parma, com cerca de 2.180 habitantes. Estende-se por uma área de 103 km², tendo uma densidade populacional de 21 hab/km². Faz fronteira com Borgo Val di Taro, Compiano, Pontremoli (MS), Sesta Godano (SP), Tornolo, Varese Ligure (SP), Zeri (MS).

## Demografia
| Variação demográfica do município entre 1861 e 2011                               |
|                                                                                   |
| Fonte: Istituto Nazionale di Statistica (ISTAT) - Elaboração gráfica da Wikipedia |